# Tulcea
Tulcea (búlgaro, russo, e ucraniano: Тулча, Tulcha; turco: Hora-Tepé ou Tolçu) é uma cidade da Romênia, capital do judeţ (distrito) de Tulcea. Possui uma população de 73.707  habitantes (Censo de 2011).

## História
De acordo com documentos de Diodoro, historiador grego, Tulcea foi fundada no século VIII a.C. sob o nome de Egisso (Aegyssos ou Aegyssus). Ovídio, em sua obra ‘’ex Ponto’’, relata que seu antigo nome tem por origem o nome de seu fundador, um dácio chamado Cárpio Egisso (Carpyus Aegyssus). No século I, Egisso foi conquistada pelos Romanos que aqui estabeleceram uma base para a sua frota defender a área localizada a nordeste do império, com muralhas e torres de grandes dimensões (as ruínas ainda são visíveis).
Foi governado então pelo Império Bizantino (século VIII ao IX), República de Gênova (século X ao XIII) e, durante um breve período após 1390, foi governada pelo príncipe Mircea I da Valáquia. Em 1416, foi conquistada pelo Império Otomano e concedido a Romênia, junto com a Dobruja, em 1878. Por volta de 1848, Tulcea ainda era um pequeno povoado, sendo reconhecida como cidade em 1860, quando foi instituída como capital da província.

## Demografia
De acordo com o censo de 2011, Tulcea tem uma população de 73.707  habitantes
De acordo com o censo de 2002, Tulcea tinha uma população de 91.875 habitantes, dos quais, 92.3%  eram romenos. Os grupos minoritários eram constituídos de Lippovan (acima de 3.4% da população total) e turcos (1.4%).
| 1912  | 1930  | 1948  | 1956  | 1966  | 1977  | 1992  | 2002  | 2011  |
| 21727 | 20403 | 21642 | 24639 | 35561 | 61752 | 97904 | 91875 | 73707 |

## Nativos Famosos
- Grigore Moisil, matemático
- Tora Vasilescu, atriz
- Radu Gheorghe, ator
- Virginia Mirea, atriz
- Crin Antonescu, deputado
- Lili Sandu, atriz
- Traian Cosovei, escritor
- Stefan Karadzha, Revolucionário búlgaro

## Cidades-irmãs
Tulcea possui as seguintes cidades-irmãs:
- Rovigo, Itália
- Shumen, Bulgária
- Aalborg, Dinamarca
- Ílion, Grécia
- Bishopstown, República da Irlanda